# Kurtziella serga
Kurtziella serga är en snäckart som först beskrevs av Dall 1881.  Kurtziella serga ingår i släktet Kurtziella och familjen kägelsnäckor. Inga underarter finns listade i Catalogue of Life.